# Odpadlík (seriál)
Odpadlík (v anglickém originále Renegade) je americký dobrodružný seriál natáčený v letech 1992–1997, za jehož vznikem stojí producent Stephen J. Cannell. Tento seriál má 5 řad po 22 dílech a za 4. sérii obdržel Stephen J. Cannell cenu Emmy v kategorii dramatických televizních seriálů.

## Synopse
„Býval dobrým policistou, ale spáchal ten nejhorší hřích, protože svědčil proti zkorumpovaným kolegům. Snažili se ho zabít. Místo toho zabili ženu, kterou miloval. Obviněn z vraždy nyní projíždí krajinou. Psanec, který loví psance. Lovec lidí. Odpadlík.“

## Děj
Policista ze San Diega jménem Reno Raines (Lorenzo Lamas), je pozván svým přítelem, nyní zástupcem prokurátora, Harrisonem Wellsem (Grand L. Bush) do Bay City v Kalifornii, aby mu tajně pomohl s vyšetřováním korupce místní policie. Reno přijme a pracuje v utajení. Sám ovšem přemýšlí o skončení u policie a chystá se oženit se se svou snoubenkou Valerií Prentiss (Deprise Brescia). Jakmile se shromáždí dostatek důkazů, chystá se Reno na konzultaci s vedením úřadu prokurátora. Renův výslech si bohužel vyslechne i poručík Donald "Dutch" Dixon (Stephen J. Cannell), který je šéfem místního zkorumpovaného oddělení a ihned informuje svého kolegu Buzzyho Burrella (Art LaFleur). Ten propustí na svobodu zločince Hoga Adamse (Donald Gibb), který má za úkol zlikvidovat Rainse. Hog souhlasí, jelikož Rainse chce už dlouho zabít, protože Hoga, i kdysi jeho mladšího bratra Hounda (Geoffrey Blake) dostal Reno za mříže.
Večer tráví Reno na jednom hotelovém pokoji s Valerií. Najednou někdo vyrazí dveře a vystřelí na Rena, zasáhne ovšem Valerii, která padá k zemi. Reno rychle sahá po služební zbrani a opětuje palbu. Ve tváři muže, jenž vystřelil, poznává Hoga Adamse, který by měl sedět ve vězení. Hog utíká a Reno odváží Valerii do nemocnice. Celý incident však sledují Dixon a Burrell. Když Dixon zjistí, že se Adamsovi nepodařilo Rainese zabít, vytáhne Rainesovu záložní služební zbraň, kterou mu ukradli ze skříňky v San Diegu, zastřelí s ní Buzzyho Burrella a obviní z jeho vraždy Rena Rainese. Mezitím za Renem do nemocnice přijíždí i Harry Wells, který Rena varuje před Dixonem a doporučuje mu, aby odjel. Reno si od něj půjčuje kreditní kartu a chystá se chytit Hoga Adamse, který může za to, že teď leží jeho snoubenka v kómatu. I když je nevinný, stává se z Rena zločinec na útěku.
Poručík Dixon nelení a kontaktuje lovce lidí, Bobbyho Sixkillera (Branscombe Richmond) a jeho krásnou sestru a společnici Cheyenne Phillipsovou (Kathleen Kinmontová), kteří po úvodním váhání nakonec kývnou na jeho nabídku a pustí se do pátrání po Rainesovi.
Cheyenne pomocí počítače zaměří, kde naposled Reines použil platební kartu a Bobby se za ním vydává. Reno nachází Adamse, ale ten mu znovu utíká s bandou motorkářů. Adams poté společně se svojí bandou přepadá Bobbyho v jeho autobuse. Reno Bobbymu pomůže, zachrání mu život, a společně dostávají Hoga Adamse do vězení. Ve vězení ovšem Hog nepobude dlouho. Dutch Dixon ho totiž nechá zabít a zbaví se tak dalšího nepohodlného svědka. Bobby s Cheyenne si vyslechnou Renův příběh a přidávají se na jeho stranu. Reno začíná pro Bobbyho pracovat, mění si jméno na Vince Black a společně s Bobbym a Cheyenne loví lidi za odměnu. Brzy se z Rena a Bobbyho stávají nejlepší přátelé.
Zanedlouho Reno zjistí, že existuje kazeta, která ho může očistit. Kazeta, na kterou si podezíravý Hog nahrál všechno, i to jak domlouvá s Burrellem Rainesovu vraždu. Kazetu má ovšem Hogův mladší bratr Hound, který ji nehodlá vydat dříve, než Raines zabije Dixona. Hound se totiž strachuje o svůj život.
A tak začíná Renova dlouhá cesta za dopadením Hounda, získáním kazety, chytáním zločinců a bojováním za spravedlnost, přičemž se Reno musí stále ohlížet, dávat si pozor na Dixona, vyhýbat se policii a žít osamělý život na cestách a doufat, že jednou přijde den, kdy se vše obrátí a on zas bude moci žít poklidný život bez násilí a zločinu. A ten den jednou přijde.

## Hlavní obsazení
- Lorenzo Lamas (v českém znění: Jan Čenský) – Reno Raines/Vince Black - bývalý policista, který utíká před zákonem a snaží se očistit své jméno. Používá jméno Vince Black, aby tak skryl svou pravou identitu a pomáhá Bobbymu a jeho sestře Cheyenne chytat zločince za odměnu. Nosí dlouhé vlasy a ovládá bojové umění. Reno má staršího bratra Mitche (Martin Kove), kterého měl za mrtvého a otce, který je chicagským policistou, ale s Renem nemá dobré vztahy. Reno Raines tráví většinu svého času na cestách a po amerických silnicích se prohání na svém motocyklu Harley Davidson.

- Branscombe Richmond (v českém znění: Alexej Pyško) – Bobby Sixkiller - Bobby je americký domorodec, který vyrůstal v rezervaci se svojí mladší nevlastní sestrou Cheyenne, za kterou se cítí být stále zodpovědný, přestože Cheyenne je už dávno dospělá žena. Bobby je skvělým lovcem odměn a je vlastníkem společnosti Sixkiller. Miluje peníze a vlastní černého Hummera, autobus a džíp. Společně se sestrou pomáhá Renovi skrývat se před zákonem.

- Kathleen Kinmont (v českém znění: Milena Steinmasslová) – Cheyenne Phillips - Cheyenne je mladší nevlastní sestrou Bobbyho, pro kterého také pracuje. Je to krásná vysoká blondýnka, která umí karate. Mimo jiné je také počítačovou expertkou, která je schopna nabourat se do jakékoliv databáze. Cheyenne tajně miluje Rena, ale ten stále myslí na svou zesnulou snoubenku Valerii. Herečka Kathleen Kinmont si v seriálu zahrála pouze první 4 řady. V páté sérii ji vystřídala Sandra Ferguson, která si zahrála blondýnku Sandy Carruthers.

- Stephen J. Cannell (v českém znění: Pavel Šrom) – poručík Donald "Dutch" Dixon – Dixon je poručík z Bay City v Kalifornii. Stojí v čele zkorumpovaných policistů, kteří za peníze udělají cokoliv. Na Rena hodil vraždu seržanta Burrella, přičemž Burrella sám zastřelil, a se svým černošským kolegou, seržantem Woody Bickfordem (Ron Johnson) se Rena snaží zabít a zbavit se tak posledního svědka, který ví o nekalých praktikách policistů v Bay City. Dixon má se svou manželkou dva syny a dceru, ale v seriálu se objeví pouze jeden z jeho synů, a to Donald Dixon junior.

## Vysílání
| Řada | Díly | Premiéra v USA | Premiéra v USA  | Premiéra v ČR      | Premiéra v ČR     | Stanice v USA |
| Řada | Díly | První díl      | Poslední díl    | První díl          | Poslední díl      | Stanice v USA |
| ---- | ---- | -------------- | --------------- | ------------------ | ----------------- | ------------- |
| 1    | 22   | 14. září 1992  | 17. května 1993 | 15. listopadu 1995 | 21. prosince 1995 | syndikace     |
| 2    | 22   | 18. září 1993  | 9. května 1994  | 26. prosince 1995  | 1. února 1996     | syndikace     |
| 3    | 22   | 12. září 1994  | 8. května 1995  | 5. února 1996      | 12. března 1996   | syndikace     |
| 4    | 22   | 11. září 1995  | 28. dubna 1996  | 29. listopadu 1997 | 25. dubna 1998    | syndikace     |
| 5    | 22   | 13. září 1996  | 4. dubna 1997   | 2. května 1998     | 5. prosince 1998  | USA Network   |